# Southern (Sierra Leone)
Southern (Nederlands: Zuidelijk) is de zuidwestelijk gelegen provincie van Sierra Leone. De provincie is een kleine 20.000 vierkante kilometer groot en had bij census in 2004 een kleine 1,4 miljoen inwoners. De provinciehoofdstad Bo is de op de hoofdstad Freetown na grootste stad van het land.

## Grenzen
Southern heeft een lange zeegrens:
- Met de Atlantische Oceaan in het zuidwesten.

En een grens met een buurland:
- De county Grand Cape Mount van Liberia in het zuidoosten.

Andere grenzen deelt de provincie met de overige deelgebieden van Sierra Leone:
- Het gebied Western in het uiterste noordwesten.
- De provincie Northern in het noorden.
- De provincie Eastern in het oosten.

## Districten
Southern is onderverdeeld in vier districten:
- Bo
- Bonthe
- Moyamba
- Pujehun